# Departamento de Calbuco
| Departamento de Calbuco | Departamento de Calbuco                                            |
| ----------------------- | ------------------------------------------------------------------ |
| Cabecera:               | Calbuco (1834-1855)                                                |
| Superficie:             | km²                                                                |
| Habitantes:             | hab                                                                |
| Densidad:               | hab/km²                                                            |
| Subdelegaciones:        |                                                                    |
| Municipalidades:        | - capital departamental: - Calbuco - otras municipalidades (1891): |
| Ubicación               |                                                                    |
|                         |                                                                    |

El Departamento de Calbuco es una antigua división territorial de Chile. Dependía de la Provincia de Chiloé. La cabecera del departamento era Calbuco. Desde el 28 de febrero de 1855 pasa a integrar el nuevo Departamento de Carelmapu.

## Historia
Anteriormente el territorio fue la Delegación de Calbuco, la cual formó parte de la Provincia de Chiloé, que fue creada el 30 de agosto de 1826. Su creación se produjo el 4 de julio de 1834, a partir de la constitución de 1833, la cual realizó un cambio a la anterior división político administrativa, conformando el Departamento de Calbuco, dependiente de la Provincia de Chiloé. Desde 1855 pasa a integrar el nuevo Departamento de Carelmapu, suprimiéndose.

## Límites
El Departamento de Calbuco limitaba, en 1834:
- al norte con el Departamento de Osorno
- al oeste con el Departamento de Carelmapu.
- al sur con el Departamento de Ancud.
- Al este con la Cordillera de Los Andes

## Administración
La administración estaba en Calbuco. En esta ciudad se encontraba la Gobernación de Calbuco y la Municipalidad de Calbuco que se encargaba de la administración local.

## Subdelegaciones
Las subdelegaciones del departamento fueron integradas al Departamento de Carelmapu en 1855.